# جبل السعيدة
جبل وفاق Saaïdé ( (بالعربية: جبل سعيدة) جبل لبنان، جبل السعيده، جبل السعيده، جبل السعيده، جبل السعيده، جبل السعيده أو جبل السعيده جبل في لبنان بالقرب من قرية السعيدية المأهولة، حوالي 12 كيلومتر (7.5 ميل) شمال شرق بعلبك ، لبنان .
Saaidé I & Saaidé II هما موقعان أثريان في هذه المنطقة. في صيف عام 1966 ، قام الجيش اللبناني بحفر خندق في Saaidé I ، واستعاد عددًا كبيرًا من الأدوات والمواد الحجرية، بما في ذلك المنجل، والمطاحن، والكاشط، والأزاميل، والأولاد، والريش التي تم اقتراحها حتى الآن إلى PPNB أو PPNA . اكتشف جاك بيسانسون وفرانسيس ساعات في وقت لاحق طبقة من العصر الحجري القديم تحت مستوى العصر الحجري الحديث ، واستعادة السكاكين ورؤوس الأسهم ، كاشطات وشفرات معاد لمس جنبا إلى جنب مع جزء من فأس صغير مسطح، قطع.
Saaidé II ، حوالي 0.25 هكتار (27,000 قدم2) تم حفرها في عام 1969 على يد بروس شرودر من جامعة تورنتو والذي وجد الموقع متضررًا جدًا من الزراعة الحديثة. استعادت التحقيقات مجموعة واسعة من مدافع الهاون والمدقات، الكاشطات، الأزاميل ، الحفارون، ميكروليثات إعادة لمس، ميكروليتات هندسية وغير هندسية. تم العثور على قبر واحد مع بعض شظايا الجمجمة الصغيرة من البالغين الذين تتراوح أعمارهم بين 45-50 سنة. تتألف الحيوانات المحلية من السلاحف والطيور ( البط ، أوزة ، النسر ) والثدييات ( الغرير ، الوشق ، الغزلان ، الثور ، الغزال ، الأغنام والماعز ). جبل سعيدي هي قرية ما قبل الزراعة الوحيدة الموجودة في لبنان حتى الآن. يبدو أن السكان قد اصطادوا حيوانات مختلفة بما في ذلك الوشق والغزلان الأحمر والغزال وبعض الطيور المائية والمهاجرة.

## الأدب
- Besançon ، J. Hours ، F ،. Une coupe dans le quaternaire récent. سعيدي الأول (البقاع، لبنان) ، حانون، 5 ، 29-61 ، 1970.
- ساعات، F ،. L'épipaléolithique au Liban. Resultats acquis en 1975، Colloque III، UISPP 1976، 9ème Congrès de l'UISPP، Nice، 130-196، 1976.
- شرودر، HB ، ناتوفيان في وادي البقاع المركزي، لبنان، بار يوسف وفلا (محرران) 1991 ، ثقافة ناتوفيان في بلاد الشام، 43-80 ، الدراسات الدولية في عصور ما قبل التاريخ، 1991.
- Copeland، L.، مواقع Natufian في لبنان، Bar-Yosef and Valla (eds.) 1991 ، ثقافة Natufian في بلاد الشام، 27-42 ، الدراسات الدولية في فترة ما قبل التاريخ، 1991
- عوفر بار يوسف، فرانسوا ريموند فالا، ثقافة ناتوفيان في بلاد الشام، الدراسات الدولية في فترة ما قبل التاريخ، 1991.
- Soliveres، O.، «Restes humains natoufiens du Jebal Saaidé (Epipaléolithique du Liban)»، Paléorient، 3، p.   293-294 ، 1975-1976-1977.
- تشرشر، ص. ، «الحيوانات الفقارية من المستوى النافوي في جبل السعيد (Saaïde II) ، لبنان» ، Paléorient ، 20/2 ، ص.   35-58 ، 1994 ،